# Servicio de mesa

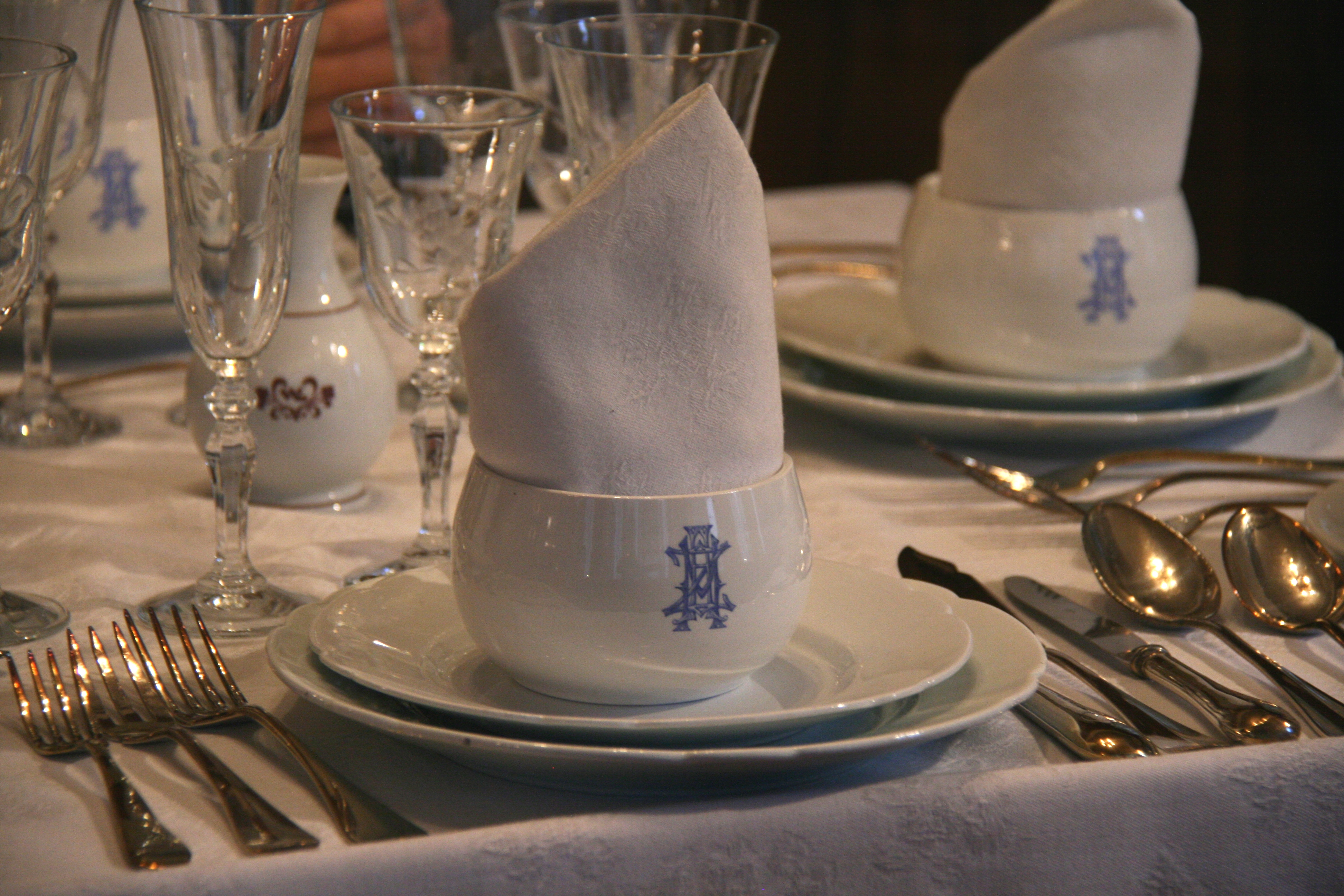
Servicio de mesa en un vagón restaurante de lujo.

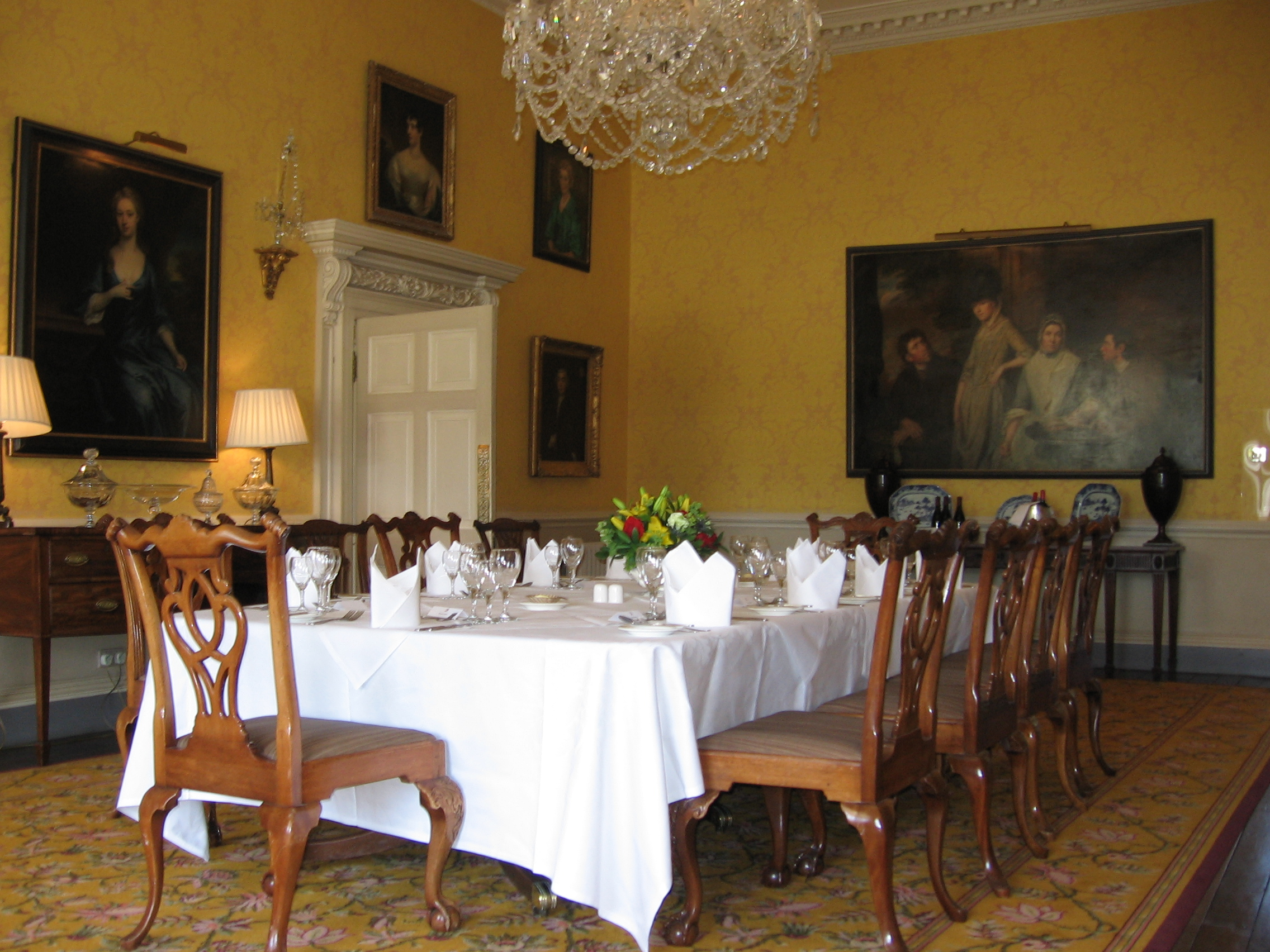
Mesa puesta.

El arte de la mesa, o servicio de mesa, es tanto la vajilla, la cubertería y la  mantelería destinada al servicio de la mesa, o, ala mesa. Como su disposición en ella; así como la actividad del sirviente que sirve la mesa. Está sometido a convenciones de cierta rigidez protocolaria, especialmente en los banquetes y comidas de alguna solemnidad, en la práctica de las casas reales y nobles durante la Edad Media y el Antiguo Régimen, y en la que, por emulación, se seguía en los domicilios las clases altas y la burguesía del siglo XIX y la primera mitad del XX.
En el negocio contemporáneo de la hostelería (restaurantes, bares, pubs y establecimientos similares), servicio de mesa es el servicio que hace un camarero/a cuando sirve bebidas o comidas a la mesa de los comensales. Es diferente del servicio de barra (más típico de los bares) en el que la solicitud y el servicio se hace directamente en la barra (no en la mesa de los comensales). en la mayoría de los restaurantes de todo el mundo el servicio de mesa es lo más común mientras que en los restaurantes de comida rápida lo más habitual es un servicio de barra (o mostrador).

## Características
En el servicio de mesa por regla general el camarera/o solicita los platos o bebidas a los comensales y posteriormente los sirve. en este tipo de servicio los clientes pagan antes de abandonar la mesa y generalmente lo hacen a la persona que les atendió. En algunos países el servicio está incluido en el precio de las consumiciones, mientras que en otros va incluido en una especie de propina.

## Reglas para un servicio de mesa
Por regla general se entiende por un servicio de mesa aceptable se alcanza cuando el camarero/a atiende a los clientes siguiendo los preceptos que a continuación se enumeran:
- Diligencia. Sirviendo primero las bebidas y los aperitivos para acortar la espera a los comensales, sirviendo los platos tan pronto salen de la cocina, etc.
- Educación se debe tratar al cliente con el respeto que se merece y en todo momento con la discreción adecuada, manteniendo las distancias y no elevar la voz cuidando en todo momento los tonos.
- No apurar meter prisas es malo ya que incomoda a los clientes sobremanera, para las prisas existen servicios de barra en los que no hay camareros.
- No molestar procurando no interrumpir las charlas y discursos de las mesas:
  - Memorizando los platos solicitados y las personas que lo solicitaron
  - Previniendo ciertas necesidades de los comensales como: saleros, vinagreras, etc.
  - No preguntando excesivamente por la comida

La regla general de un buen servicio de mesa es aquel que se nota tan sólo: al comienzo (en la solicitud inicial por parte de los comensales) y al final (cuando se abonan las consumiciones).

## Tipos de servicios
- Servicio gueridón - Es el servicio delante del comensal, esto es que preparan el platillo, en una mesita o gueridón, delante de la persona que va a degustar el platillo y el camarero ofrece las raciones arados a la mesa y el camarero especializado se encarga de separarlos delante de los comensales.
- Servicio a la inglesa - Un cabeza de mesa sirve a todos y cada uno de los comensales las mismas cantidades y proporciones.
- Servicio americano - Son traídos directamente de la cocina.